# Маяцький Анатолій Миколайович
Анатолій Миколайович Маяцький (нар. 5 жовтня 1937) — радянський футболіст та арбітр, виступав на позиції півзахисника.

## Кар'єра гравця
Футбольну кар'єру розпочав у 1960 році в складі черкаського «Колгоспника», за який зіграв 6 матчів. У 1962 році підсилив олександрійський «Шахтар», який того року дебютував у змаганнях команд майстрів класу Б. Проте вже наступного року повернувся до «Колгоспника», в якому виступав до 1965 року. За цей час у класі Б провів 84 матчі, ще 3 поєдинки відіграв у кубку СРСР. 

## Кар'єра арбітра
По завершенні ігрової кар'єри розпочав суддівську діяльність. З 1971 по 1978 рік працював головним суддею на матчах Другої ліги СРСР. З 1979 по 1980 рік — головний суддя на матчах Першої ліги СРСР та боковий арбітр на поєдинках Вищої ліги СРСР, окрім цього у 1980 році працював головним арбітром на матчах Вищої ліги СРСР серед команд-дублерів, а також боковим арбітром на матчах кубку СРСР. З 1981 по 1984 рік — головний арбітр на матчах Другої та Першої ліг чемпіонату СРСР, боковий арбітр — на матчах Вищої ліги та Кубку СРСР. По завершенні суддівської кар'єри працював головою суддівсько-інспекторського корпусу в Черкасах.